# اچ‌ام‌اس برامهام (ال۵۱)
اچ‌ام‌اس برامهام (ال۵۱) (به انگلیسی: HMS Bramham (L51)) یک کشتی است. این کشتی در سال ۱۹۴۲ ساخته شد.